# Jon Martín
Jon Martín Vicente (Lasarte-Oria, España, 23 de abril de 2006) es un futbolista español que juega de defensa en la Real Sociedad "B" de la Primera Federación.

## Selección nacional
El 24 de octubre de 2023 fue seleccionado en la lista definitiva de José Lana para representar a España en el Mundial sub-17 de Indonesia.

## Estadísticas

### Clubes
Actualizado al último partido disputado el 5 de diciembre de 2024.
| Club                       | Div.          | Temporada     | Liga  | Liga  | Copas nacionales | Copas nacionales | Copas internacionales | Copas internacionales | Total | Total |
| Club                       | Div.          | Temporada     | Part. | Goles | Part.            | Goles            | Part.                 | Goles                 | Part. | Goles |
| -------------------------- | ------------- | ------------- | ----- | ----- | ---------------- | ---------------- | --------------------- | --------------------- | ----- | ----- |
| Real Sociedad "C" · España | 2.ª F         | 2022-23       | 3     | 0     | ―                | ―                | ―                     | ―                     | 3     | 0     |
| Real Sociedad "C" · España | Total club    | Total club    | 3     | 0     | 0                | 0                | 0                     | 0                     | 3     | 0     |
| Real Sociedad "B" · España | 1.ª F         | 2023-24       | 26    | 2     | ―                | ―                | ―                     | ―                     | 26    | 2     |
| Real Sociedad "B" · España | Total club    | Total club    | 26    | 2     | 0                | 0                | 0                     | 0                     | 26    | 2     |
| Real Sociedad · España     | 1.ª           | 2023-24       | 1     | 0     | 0                | 0                | —                     | —                     | 1     | 0     |
| Real Sociedad · España     | 1.ª           | 2024-25       | 2     | 0     | 1                | 0                | 2                     | 0                     | 5     | 0     |
| Real Sociedad · España     | Total club    | Total club    | 3     | 0     | 1                | 0                | 2                     | 0                     | 6     | 0     |
| Total carrera              | Total carrera | Total carrera | 32    | 2     | 1                | 0                | 2                     | 0                     | 35    | 2     |